# Mike Krüger
Pour les articles homonymes, voir Krüger.
Michael Friedrich Wilhelm "Mike" Krüger, né le 14 décembre 1951 à Ulm, est un humoriste et chanteur allemand.

## Carrière
Il fait sa scolarité à Hambourg puis un court séjour dans un internat à Büsum. Il fait un apprentissage dans le bâtiment, apprend à couler du béton et travaille sur le chantier du nouveau tunnel sous l'Elbe. Durant son service militaire, il est employé aux transmissions dans la Marine à Glücksburg, Flensbourg ainsi que dans le Marinefliegergeschwader 1 (de) à Kropp et Jagel. Ensuite il étudie l'architecture mais arrête en 1975 après son premier succès Mein Gott, Walther. Suivront Der Nippel (numéro 1 des ventes en Allemagne et en Autriche en 1980), Bodo mit dem Bagger (1983), Welthits aus Quickborn (1988).
Krüger est marié depuis 1976 et a une fille née en 1979. Après avoir vécu de nombreuses années à Quickborn, il vit maintenant avec sa femme à Hambourg.
Dans les années 1980, Mike Krüger apparaît dans de nombreuses comédies allemandes d'exploitation. Il tourne avec Thomas Gottschalk la série des "Supernasen".
À la télévision, il fait carrière en tant que présentateur qu'il démarre en 1986. En 1991, il apparaît dans la série Ein Schloß am Wörthersee. De 1996 à 2005, il participe à la comédie 7 Tage, 7 Köpfe (de). Depuis 2006, il anime un jeu sur SWR Fernsehen. Il est par ailleurs le héros de sa série Krügers Woche (de) sur ProSieben.

## Filmographie (sélection)
- 1982: Piratensender Powerplay
- 1983: Die Supernasen (de)
- 1984: Zwei Nasen tanken Super (de)
- 1985: Die Einsteiger (de)
- 1986: Geld oder Leber (de)
- 1988: Die Senkrechtstarter (de)
- 2008: African Race – Die verrückte Jagd nach dem Marakunda (de) (TV)

## Discographie

### Albums
| - 1975: Mein Gott, Walther - 1976: Also denn! - 1977: Auf der Autobahn nachts um halb eins - 1978: Stau mal wieder - 1978: Mein Gott … Mike (Split LP mit Teufelsküche) - 1979: 79er Motzbeutel - 1980: Der Nippel - 1981: Der Gnubbel - 1982: Morgens 1×, mittags 2× – nachts sooft es geht - 1983: Freiheit für Grönland - 1984: 120 Schweine nach Beirut | - 1986: Spiegelei - 1987: Unvergängliches Muster - 1988: Alle sprechen davon - 1989: Ua Ua Ua - 1991: Sweet Little 16th - 1992: Das Taschentuch - 1994: Das Trampolin - 1995: Krüger’s Echte - 1997: Rudi - mit dem gelben Nummernschild - 1998: Mein Gott, Krüger | - 1998: Welthits aus Quickborn - 1998: Best Of - 1999: Jetzt schlägt’s 3 - 1999: Country Mike und die Quickborn Cowboys - 2000: Welthits aus Quickborn 2 - 2001: Das Beste wo gibt - 2001: Quickborn Country (Neuauflage von Country Mike) - 2002: Alles Krüger - 2008: Zweiohrnase - 2010: Is’ das Kunst, oder kann das weg? |

### Chansons
| - 120 Schweine nach Beirut (1984) - 7 neue Autos nach Stettin (1998) - Alle sprechen davon (1988) - Also denn (1976) - Auf der Autobahn (1977) - Bitte sie verzeihen, bitte sie verstehen (1998) - Bimbam Bimbam (1989) - Bin ich dein Friseur oder was? (1977) - Bodo mit dem Bagger (1983) - Bundeswehr Räg (1976) - Da schwimmt ein Tier in meinem Bier (1994) - Das Trampolin (1994) - Das was ich will isst du (1987) - Der Gnubbel (1981) - Der letzte Tropfen - Der Nippel (1979) - Die Lende von Marion (Rivers of Babylon)(1979) - Die weißen Tauben sind Möwen (2009) - Draussenraucher (2008) - Du darfst fahr’n (2008) - Ein Fußknall (1978) - Ein Korn der deinen Namen trägt (2008) - Erich der Jäger (1989) - Es wächst wieder zusammen (1990) - Fliegt ein Jumbo nach Hawaii (1985) | - Freiheit für Grönland (1983) - Manu, bring' noch 'n Bier (1977) - Gefreiter der Reserve (2008) - Gerda, Gerd und ich (2008) - Hallo Papi (1984) - Hein von der Werft (1975) - Ich bin Bundeswehrsoldat (1975) - Ich hab dir die Sterne vom Himmel geholt (1994) - Ich muß Euch was erzählen (1988) - Ich steh' immer in der falschen Schlange (2009) - Immerzu zurück (2008) - Immer Sonntags (2008) - Im Wagen vor mir sitzt der Arsch Alonso (2008) - Jenseits vom Tresen (Guardian Angel) (1984) - JR’s Bruder (1982) - Junge Namens Susi (1975) - Kalorien sind kleine Tiere (2008) - Knallrosa Kondom (1998) - Leute geht zur Bundeswehr (1982) - Lustig ist das Zigeunerschnitzel (1989) - Manchmal glaub ich, Du liebst mich nicht mehr (1995) - Marie France (1995) - Mein Gott Walther (1975) - Meine Tochter lernt jetzt sprechen (1980) - Nachts steig’ ich beim Nachbarn ein (1978) - Ne Macke hast Du (1998) | - Nockermann (1989) - Nur ma’ so eben (1998) - Oliv ist so praktisch (1975) - Orgasmuszwang (2008) - Rudi mit dem gelben Nummernschild (1998) - Ruf doch mal an (1981) - Schatzi (2008) - Schiri, ich weiß nich’, wo mein Auto steht (2008) - Seit ich hier wohne (Mama Leone) (1978) - Sie trägt ’nen Faltenrock (1975) - Spiegelei auf Brot (1986) - Tanzen auf der Sau (1998) - Taschentuch (1990) - Tür an Tür mit Schröder (2008) - UA UA UA (1989) - Ulrike (1985) - Unterhemd (1989) - Ein bisschen Urlaub (1977) - Wenn die nach vorn fällt (1977) - Wer Banknoten nachmacht (1991) - Wir trinken wenig (1979) - Wo die Friteusen glüh’n (1998) - Wo sind meine Autoschlüssel (2009) - Verdammt ich schieb dich (1990) - Zum Frühsport, ihr Säcke, wir geh’n (1979) |

## Source, notes et références
- (de) Cet article est partiellement ou en totalité issu de l’article de Wikipédia en allemand intitulé « Mike Krüger » (voir la liste des auteurs).